# Eberhard Blum (Flötist)
Eberhard Blum (* 14. Februar 1940 in Stettin; † 5. März 2013 in Berlin) war ein deutscher Musiker (Flötist) und bildender Künstler.

## Leben und Werk
Blum wuchs in Stralsund auf und legte dort 1959 sein Abitur ab. Er begann ein Musikstudium am Konservatorium in Rostock. Nach der Übersiedlung nach West-Berlin im Jahre 1960 studierte er bis 1964 Flöte bei Aurèle Nicolet an der dortigen Hochschule für Musik.
Er befasste sich intensiv mit experimenteller und Neuer Musik. Auf Einladung von Morton Feldman war er von 1973 bis 1976 sowie 1978 „Creative Associate“ am Center of the Creative and Performing Arts der University at Buffalo. 1976 entstand die Formation „Morton Feldman and Soloists“, bestehend aus Blum, den Pianisten Feldman und Nils Vigeland sowie Jan Williams (Schlagzeug). Auch nach dem Tode Feldmans im Jahre 1987 unternahm dieses Ensemble, oft verstärkt durch andere Musiker, weltweite Tourneen. Blum war ein gefragter Interpret von Uraufführungen der Kompositionen Feldmans. Daneben komponierten Paul Gutama Soegijo, Hans Otte, Ernstalbrecht Stiebler und Toshio Hosokawa Stücke für Blum.
Ab 1975 beschäftigte sich Blum immer mehr mit lautpoetischen Musikstücken, die Sprachelemente und Stimmklänge beinhalten. Dies erleichterte die Aufführung reiner Sprachkompositionen – von Kurt Schwitters’ Ursonate bis hin zur Komposition Sixty-two Mesostics re Merce Cunningham von John Cage, deren Aufführung drei Stunden dauert. Seine bildnerischen Arbeiten bestehen aus Zahlen, Buchstaben, Wörtern und geometrischen Formen, die der Grundlage einer Konstruktion dienen.
Seit 1980 war Blum auch als bildender Künstler bekannt. 2004 wurde er als Mitglied in die Akademie der Künste gewählt.
Eberhard Blum starb im März 2013 im Alter von 73 Jahren in Berlin. Die Beisetzung fand am 5. April 2013 auf dem landeseigenen Friedhof Heerstraße in Berlin-Westend statt.

## Auszeichnungen
- 1995: Friedrich-Ferdinand-Runge-Preis für unkonventionelle Kunstvermittlung
- 1998: Lifetime Achievement Award der Yvar Mikhashoff Stiftung für Neue Musik

## Ausstellungen
- 1995: Berlinische Galerie im Martin-Gropius-Bau, Berlin
- 2008: Villa Oppenheim, Berlin

## Werke
- Graphisches Werk
- 2006: NULLA POENA SINE CULPA, Schwarzstift auf Bütten, 4 Blätter, je 100 × 70 cm